# Morgan's
Henry Morgan & Company ( in de volksmond Morgan's ) was een Canadese warenhuisketen, opgericht door Henry Morgan in 1845. De eerste winkel stond in Montreal en breidde zich uit naar 11 winkels in Ontario en Quebec voordat de  warenhuisketen in 1960 werd gekocht door Hudson's Bay Company. De winkels in Ontario werden dat jaar omgebouwd tot Hudson's Bay-winkels en in 1965 omgedoopt tot The Bay. De Morgan's-warenhuizen in Quebec werden in 1972 omgedoopt tot La Baie. De vlaggenschipwinkel bevond zich in het Henry Morgan Building in het centrum van Montreal en is anno 2024 nog steeds een vlaggenschip van de Hudson's Bay.

## Geschiedenis
De eerste winkel werd in 1845 in Montreal geopend door de Schotse immigrant Henry Morgan als Henry Morgan and Company op Notre Dame Street 200 (nu Notre Dame Street West 404). In 1852 verhuisde de winkel naar McGill Street 100 (nu McGill Street 478) en in 1857 een uitbreiding op St. Joseph Street 3-5 (nu Notre Dame Street West 610). 
In 1866 werd er uitgebreid naar de noordkant van St. James Street op Victoria Square. In 1891 bouwden ze een nieuwe vlaggenschipwinkel op 585 Saint Catherine Street West, tegenover Phillips Square. Deze winkel werd geopend toen bedrijven uit het oude stadscentrum vertrokken en zorgde ervoor dat Saint Catherine Street de belangrijkste winkelstraat van Montreal werd.
De tweede winkel die onder de naam Morgan opereerde, werd in 1950 geopend aan de Queen Mary Road in de wijk Snowdon in Montreal. Daarna werden er nog meer winkels geopend op het Île de Montreal en in verschillende steden in Ontario. Oorspronkelijk was het eigendom van de winkel gelijk verdeeld tussen Henry Morgan en zijn partner, David Smith. Smiths aandeel werd later gekocht door Henry's broer, James Morgan. De winkel bleef meer dan 100 jaar lang eigendom van en onder het beheer van de oorspronkelijke Morgan-broers en hun nakomelingen.
In 1960 kocht Hudson's Bay Company de warenhuizen van Morgan's. In 1964 werden de winkels in Ontario omgedoopt tot The Bay. Op dat moment werd het logo van Morgan vervangen door een nieuw logo met een vergelijkbaar ontwerp als dat van The Bay voor de winkels in Quebec die nog steeds onder de naam Morgan opereerden. De winkels in Quebec werden op 19 juni 1972 omgebouwd. 

## 100-jarig jubileum
In 1945 gaf Morgan's Department Store opdracht tot het maken van een Wedgwood-kom, ontworpen door Keith Murray, ter ere van het 100-jarig bestaan van de winkel in Montreal. Zwart-wit transferprints op de voor- en achterkant verbeelden het contrast van Montreal zoals het was in 1845 en 1945. Aan weerszijden zijn reliëfportretten van Jean Baptiste en John Bull te zien, omringd door kleurrijke esdoornbladeren, klavertjes, rozen, distels en fleur-de-lis. Deze portretten markeren het Franse en Engelse erfgoed van de stad. De binnenkant van de kom is versierd met het wapen en het motto Concordia Salus, kleurrijke esdoornbladeren en de volgende Engelse en Franse inscripties rond de bovenrand: "Discovered by Jacques Cartier in 1534, Founded by Maisonneuve in 1642, Decouvert par Jacques Cartier en 1534, and Fonde par Maisonneuve en 1642". Op de onderkant van de kom staan de logo's van Morgan en Wedgwood en de bevolkingsgegevens van Montreal in 1845 (45.000) en 1945 (1.500.000). Deze kom op voet heeft een diameter van 31 cm en is 17 cm hoog.

## Omgebouwde filialen
Drie voormalige Morgan's-winkels zijn nog steeds in bedrijf als Hudson's Bay: het vlaggenschip in het centrum van Montreal en de voorstedelijke locaties in het Eglinton Square Shopping Centre en het Rockland Centre. 
De vestigingen in Montreal in het Boulevard Shopping Centre en de Dorval Gardens-winkelcentra bleven respectievelijk tot 2018 en 2021 bestaan. In Ontario zijn vrijwel alle Hudson's Bay-filialen, die voorheen Morgan's-vestigingen waren, tussen de jaren 1970 en 2000 gesloten.

## Voormalige locaties
Morgan's had warenhuizen op de volgende locaties:
- Montreal
  - St. Catherine St. (1845)
  - Queen Mary Road (1950)
  - Le Boulevard Shopping Centre (1953)
  - Dorval Gardens (1954)
  - Centre Rockland (1959)
- Toronto
  - Bloor/Yonge (1950)
  - Lawrence Plaza (1955)
  - Cloverdale Mall (1960)
  - Eglinton Square (1963)
- Hamilton
  - Greater Hamilton Shopping Centre (1957)
- Ottawa
  - Sparks Street (1951)

## Galerij

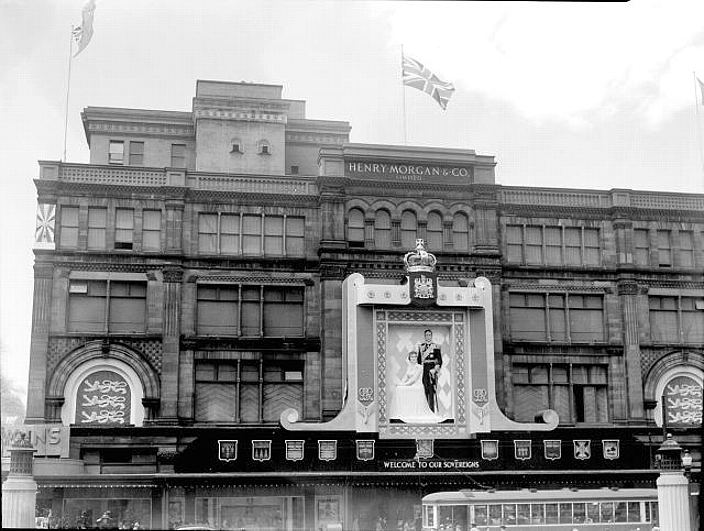
Morgan's in 1939, ter voorbereiding op een koninklijk bezoek
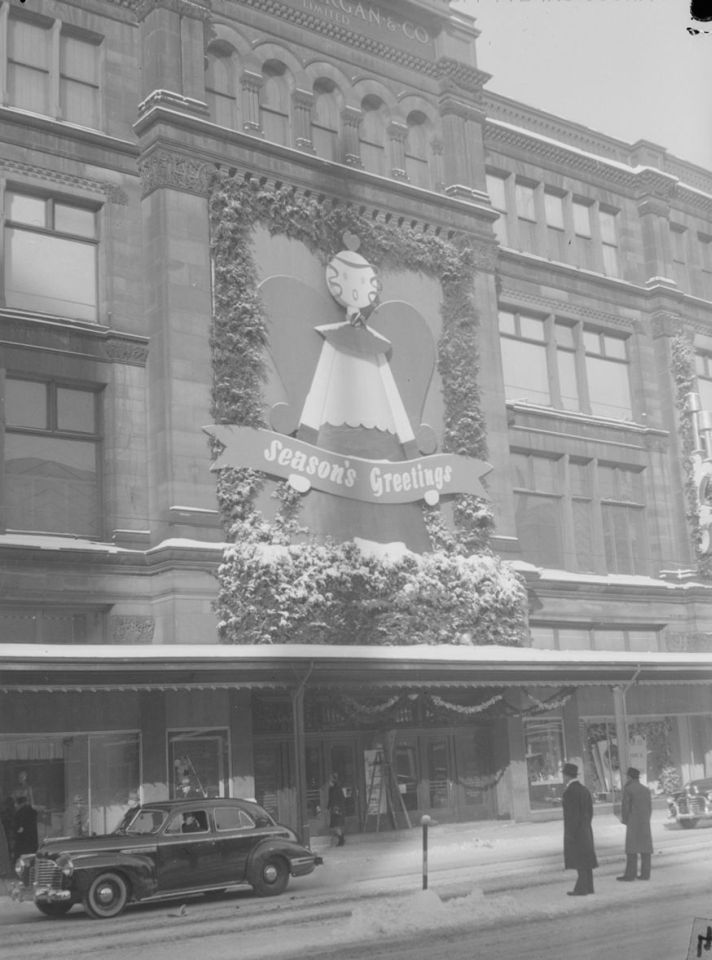
Morgan's tijdens Kerstmis (1944)